# Povci, Luhînî
Povci (în ucraineană Повч) este localitatea de reședință a comunei Povci din raionul Luhînî, regiunea Jîtomîr, Ucraina.

## Demografie
Componența lingvistică a localității Povci
     Ucraineană (99,34%)
     Alte limbi (0,66%)
Conform recensământului din 2001, majoritatea populației localității Povci era vorbitoare de ucraineană (99,34%), existând în minoritate și vorbitori de alte limbi.